# Hostišovice
Hostišovice jsou vesnice, část města Bělčice v okrese Strakonice v Jihočeském kraji. Leží východně od Bělčic.

## Historie
První písemná zmínka o vesnici pochází z roku 1364. V okolí vsi se nacházejí slovanská pohřebiště a byla zde také objevena keltská rýžoviště zlata.

## Obyvatelstvo
| Rok            | 1869 | 1880 | 1890 | 1900 | 1910 | 1921 | 1930 | 1950 | 1961 | 1970 | 1980 | 1991 | 2001 | 2011 | 2021 |
| -------------- | ---- | ---- | ---- | ---- | ---- | ---- | ---- | ---- | ---- | ---- | ---- | ---- | ---- | ---- | ---- |
| Počet obyvatel | 232  | 242  | 233  | 212  | 208  | 203  | 214  | 118  | 125  | 93   | 73   | 56   | 38   | 41   | 50   |
| Počet domů     | 32   | 32   | 33   | 32   | 33   | 33   | 34   | 36   | 34   | 32   | 27   | 40   | 44   | 39   | 45   |

## Obecní správa
Při sčítání lidu v letech 1850–1976 Hostišovice byly samostatnou obcí, se kterým patřily nejprve do okresu Blatná, ale od roku 1960 v okrese Strakonice. Od 1. dubna 1976 jsou částí města Bělčice v okrese Strakonice. V letech 1850–1920 a v letech 1961–1976 k obci patřilo Podruhlí.

## Další fotografie

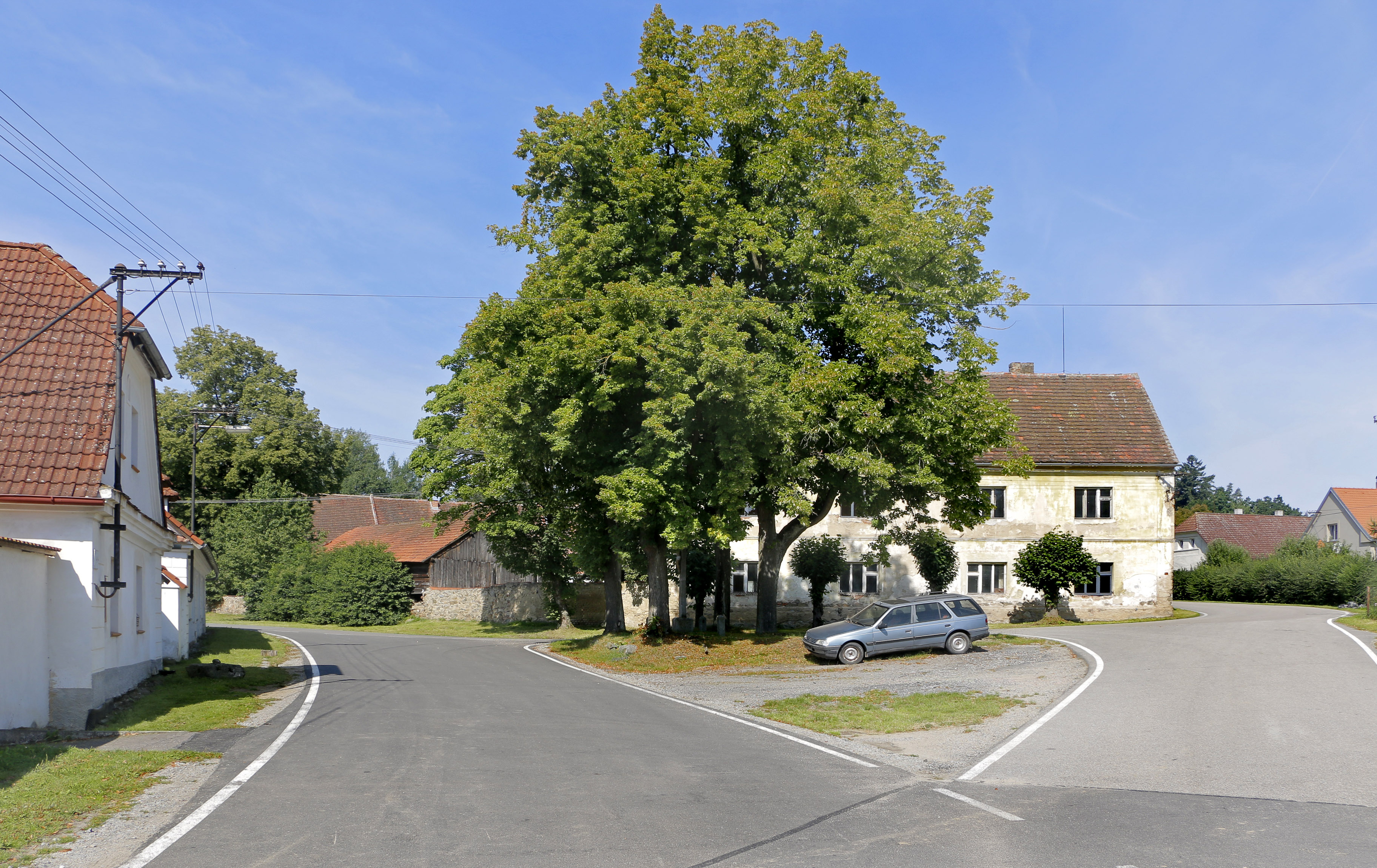
Náves
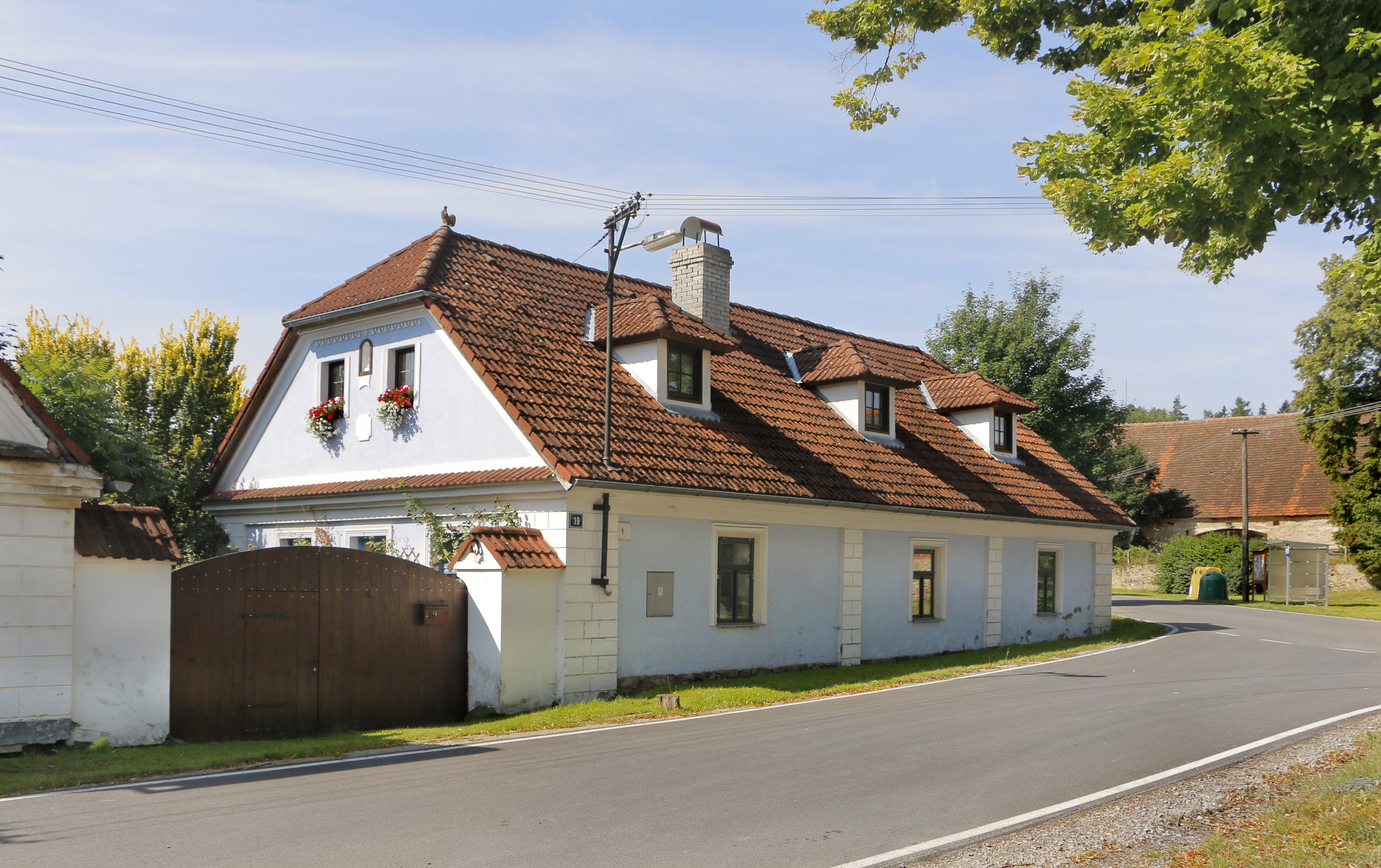
Dům čp. 19
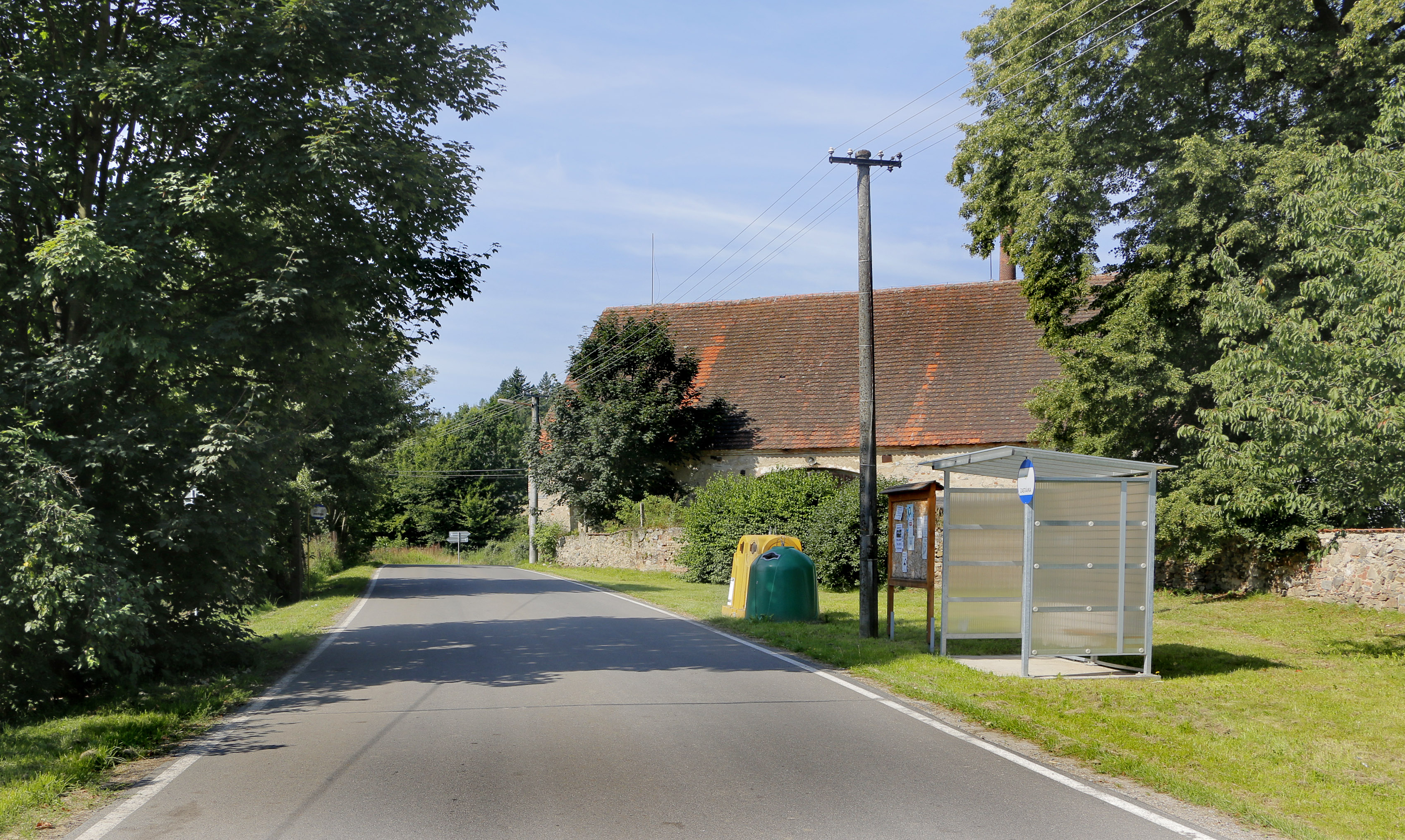
Zastávka
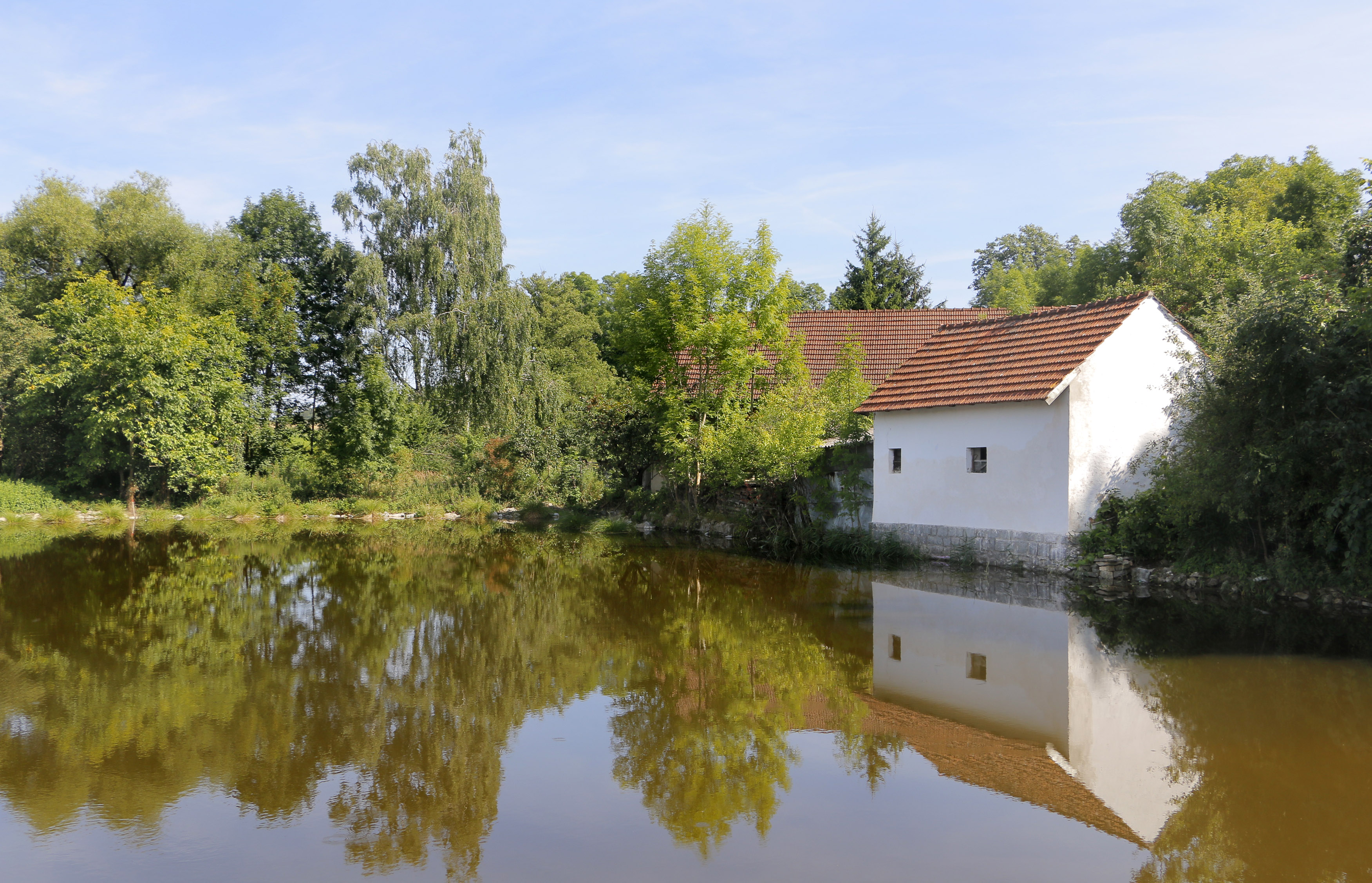
Rybník u návsi